# Río Negro (Allipén)
El Río Negro, es un curso natural de agua que nace en la cordillera de Melo y fluye en la Región de la Araucanía hasta desembocar en el río Allipén de la cuenca del río Toltén.

## Historia
Luis Risopatrón lo describe en su Diccionario Jeográfico de Chile de 1924:: 584 
Negro (Rio) 38° 53’ 71° 56’. De corto curso, afluye del NE a la marjen N del curso superior del rio Allipen, en Lomoncura. 120, p. 246; 134; 156; i 166.